# 19e étape du Tour de France 2015
Pour un article plus général, voir Tour de France 2015.
La 19e étape du Tour de France 2015 s'est déroulée le vendredi 24 juillet 2015 entre Saint-Jean-de-Maurienne et la station des Sybelles, à La Toussuire, sur une distance de 138 kilomètres. Le nom officiel de cette étape est « Saint-Jean-de-Maurienne / La Toussuire - Les Sybelles ».

## Parcours

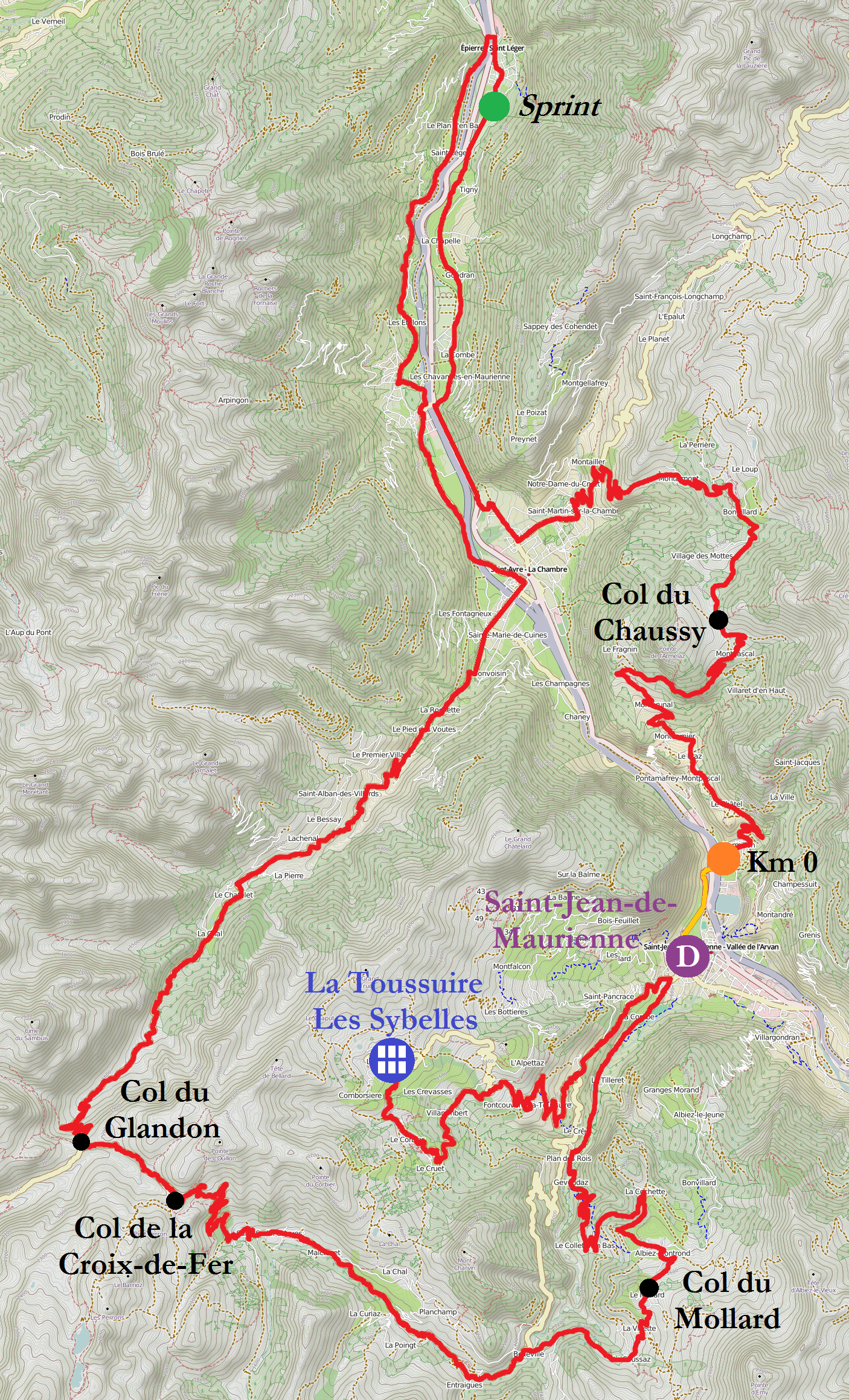
Carte du parcours de l’étape.

Le départ fictif du parcours s'effectue dans la ville de Saint-Jean-de-Maurienne dans la vallée de la Maurienne. Les coureurs prennent alors la direction du nord et le départ réel a lieu dans le village d'Hermillon après traversée de l'Arc. D'Hermillon débute la première ascension du parcours, celle vers le col du Chaussy (1 533 m) avant de redescendre dans la vallée par Montaimont et La Chambre.
De là, le parcours effectue une boucle de plusieurs kilomètres de part et d'autre de l’Arc, et c'est à Épierre, peu avant la traversée de la rivière, qu'a lieu le sprint de l'étape.
De retour sur la rive opposée à La Chambre, le parcours prend la direction de la vallée des Villards et du col du Glandon (1 924 m), franchis en sens inverse la veille. Du Glandon se poursuit l'ascension vers le col voisin de la Croix-de-Fer (2 000 m) et de nouveau la descente vers la Maurienne par le massif des Arves et la vallée de l'Arvan.
C'est au cours de la descente que le parcours s'écarte momentanément de la route vers Saint-Jean-de-Maurienne pour prendre celle conduisant au col du Mollard (1 630 m) et à Albiez-Montrond. De là, le parcours entame une nouvelle descente directe vers Saint-Jean-de-Maurienne, mais reprend la route du massif des Arves sans entrer dans la ville.
Débute alors la dernière ascension du parcours d'étape vers la station de sports d'hiver de La Toussuire dans le domaine skiable des Sybelles où l'arrivée finale est prévue, à 1 705 m d'altitude.

## Déroulement de la course
Après de nombreuses attaques favorisée par l'ascension du col du Chaussy dès le début de cette troisième étape alpine, un regroupement a lieu dans la descente avant qu'une échappée composée de 22 coureurs se forme dans la vallée : Tanel Kangert (Astana), Romain Bardet (AG2R), Roman Kreuziger, Michael Rogers (Tinkoff), José Herrada, Adriano Malori (Movistar), Tony Gallopin, Tim Wellens (Lotto-Soudal), Joaquim Rodriguez, Alberto Losada (Katusha), Rigoberto Uran (Etixx), Pierre Rolland, Cyril Gautier, Romain Sicard (Europcar), Steven Kruijswijk (Lotto-Jumbo), Ruben Plaza (Lampre), Dylan van Baarle (Cannondale-Garmin), Nicolas Edet (Cofidis), Stef Clement, Jarlinson Pantano (IAM), Stephen Cummings et Daniel Teklehaimanot (MTN-Qhubeka). À la sortie de Saint-Colomban-des-Villards, dès les premières rampes abruptes du col du Glandon, Rolland attaque et distance ses compagnons d'échappée. Vincenzo Nibali profite d'un incident mécanique de Chris Froome (un morceau de bitume coincé dans le frein de sa roue arrière le contraint à s'arrêter brièvement pour l'enlever) pour attaquer le maillot jaune à quatre kilomètres du col de la Croix-de-Fer. Le coéquipier de Froome Geraint Thomas, quatrième au classement général, est définitivement distancé dans l'ascension de ce col (il finit par perdre plus de 22 minutes à l'arrivée et rétrograde à la 15e place au classement général). Nibali, vainqueur 2014 de la Grande Boucle, reprend le groupe des poursuivants puis rejoint Rolland peu après le col du Mollard. Les deux hommes collaborent jusqu'à l'ascension finale vers La Toussuire où ils possèdent deux minutes d'avance sur le peloton maillot jaune. Nibali dépose son compagnon d'échappée à 16 kilomètres de l'arrivée pour s'imposer en solitaire devant Nairo Quintana qui lâche les autres favoris dans cette dernière ascension et reprend 30 secondes à Chris Froome. Nibali, en difficulté lors des étapes pyrénéennes, sauve sa saison en remportant cette étape un an jour pour après sa victoire à Hautacam en 2014.

## Résultats

### Classement de l'étape
| Classement de la 19e étape | Classement de la 19e étape | Classement de la 19e étape | Classement de la 19e étape | Classement de la 19e étape |
|                            | Coureur                    | Pays                       | Équipe                     | Temps                      |
| -------------------------- | -------------------------- | -------------------------- | -------------------------- | -------------------------- |
| 1er                        | Vincenzo Nibali            | Italie                     | Astana                     | en 4 h 22 min 53 s         |
| 2e                         | Nairo Quintana             | Colombie                   | Movistar                   | + 44 s                     |
| 3e                         | Christopher Froome         | Royaume-Uni                | Sky                        | + 1 min 14 s               |
| 4e                         | Thibaut Pinot              | France                     | FDJ                        | + 2 min 26 s               |
| 5e                         | Romain Bardet              | France                     | AG2R La Mondiale           | m.t.                       |
| 6e                         | Alejandro Valverde         | Espagne                    | Movistar                   | m.t.                       |
| 7e                         | Bauke Mollema              | Pays-Bas                   | Trek Factory Racing        | m.t.                       |
| 8e                         | Robert Gesink              | Pays-Bas                   | Lotto NL-Jumbo             | m.t.                       |
| 9e                         | Alberto Contador           | Espagne                    | Tinkoff-Saxo               | m.t.                       |
| 10e                        | Samuel Sánchez             | Espagne                    | BMC Racing                 | m.t.                       |
| modifier                   |                            |                            |                            |                            |

### Points attribués
| Sprint intermédiaire Épierre (km 42) | Sprint intermédiaire Épierre (km 42) | Sprint intermédiaire Épierre (km 42) | Sprint intermédiaire Épierre (km 42) | Sprint intermédiaire Épierre (km 42) |
| ------------------------------------ | ------------------------------------ | ------------------------------------ | ------------------------------------ | ------------------------------------ |
|                                      | Coureur                              | Pays                                 | Équipe                               | Point(s)                             |
| 1er                                  | Cyril Gautier                        | France                               | Europcar                             | 20                                   |
| 2e                                   | Pierre Rolland                       | France                               | Europcar                             | 17                                   |
| 3e                                   | Michael Rogers                       | Australie                            | Tinkoff-Saxo                         | 15                                   |
| 4e                                   | Dylan Van Baarle                     | Pays-Bas                             | Cannondale-Garmin                    | 13                                   |
| 5e                                   | Nicolas Edet                         | France                               | Cofidis                              | 11                                   |
| 6e                                   | Stef Clement                         | Pays-Bas                             | IAM                                  | 10                                   |
| 7e                                   | Tony Gallopin                        | France                               | Lotto-Soudal                         | 9                                    |
| 8e                                   | Joaquim Rodríguez                    | Espagne                              | Katusha                              | 8                                    |
| 9e                                   | Alberto Losada                       | Espagne                              | Katusha                              | 7                                    |
| 10e                                  | Romain Bardet                        | France                               | AG2R La Mondiale                     | 6                                    |
| 11e                                  | Romain Sicard                        | France                               | Europcar                             | 5                                    |
| 12e                                  | Steve Cummings                       | Royaume-Uni                          | MTN-Qhubeka                          | 4                                    |
| 13e                                  | Adriano Malori                       | Italie                               | Movistar                             | 3                                    |
| 14e                                  | Rubén Plaza                          | Espagne                              | Lampre-Merida                        | 2                                    |
| 15e                                  | Roman Kreuziger                      | Tchéquie                             | Tinkoff-Saxo                         | 1                                    |
| modifier                             |                                      |                                      |                                      |                                      |

| Arrivée d'étape La Toussuire (km 138) | Arrivée d'étape La Toussuire (km 138) | Arrivée d'étape La Toussuire (km 138) | Arrivée d'étape La Toussuire (km 138) | Arrivée d'étape La Toussuire (km 138) |
| ------------------------------------- | ------------------------------------- | ------------------------------------- | ------------------------------------- | ------------------------------------- |
|                                       | Coureur                               | Pays                                  | Équipe                                | Point(s)                              |
| 1er                                   | Vincenzo Nibali                       | Italie                                | Astana                                | 20                                    |
| 2e                                    | Nairo Quintana                        | Colombie                              | Movistar                              | 17                                    |
| 3e                                    | Christopher Froome                    | Royaume-Uni                           | Sky                                   | 15                                    |
| 4e                                    | Thibaut Pinot                         | France                                | FDJ                                   | 13                                    |
| 5e                                    | Romain Bardet                         | France                                | AG2R La Mondiale                      | 11                                    |
| 6e                                    | Alejandro Valverde                    | Espagne                               | Movistar                              | 10                                    |
| 7e                                    | Bauke Mollema                         | Pays-Bas                              | Trek Factory Racing                   | 9                                     |
| 8e                                    | Robert Gesink                         | Pays-Bas                              | Lotto NL-Jumbo                        | 8                                     |
| 9e                                    | Alberto Contador                      | Espagne                               | Tinkoff-Saxo                          | 7                                     |
| 10e                                   | Samuel Sánchez                        | Espagne                               | BMC Racing                            | 6                                     |
| 11e                                   | Pierre Rolland                        | France                                | Europcar                              | 5                                     |
| 12e                                   | Andrew Talansky                       | États-Unis                            | Cannondale-Garmin                     | 4                                     |
| 13e                                   | Rubén Plaza                           | Espagne                               | Lampre-Merida                         | 3                                     |
| 14e                                   | Mathias Frank                         | Suisse                                | IAM                                   | 2                                     |
| 15e                                   | Rafał Majka                           | Pologne                               | Tinkoff-Saxo                          | 1                                     |
| modifier                              |                                       |                                       |                                       |                                       |

| - Bonifications à l'arrivée \| \| Coureur \| Pays \| Équipe \| Points \| \| - \| ------------------ \| ----------- \| -------- \| ------ \| \| 1 \| Vincenzo Nibali \| Italie \| Astana \| 10 s \| \| 2 \| Nairo Quintana \| Colombie \| Movistar \| 6 s \| \| 3 \| Christopher Froome \| Royaume-Uni \| Sky \| 4 s \| |                    |             |          |        |
| | Coureur            | Pays        | Équipe   | Points |
| 1 | Vincenzo Nibali    | Italie      | Astana   | 10 s   |
| 2 | Nairo Quintana     | Colombie    | Movistar | 6 s    |
| 3 | Christopher Froome | Royaume-Uni | Sky      | 4 s    |

### Cols et côtes
| Col du Chaussy (km 15,5) 1re catégorie | Col du Chaussy (km 15,5) 1re catégorie | Col du Chaussy (km 15,5) 1re catégorie | Col du Chaussy (km 15,5) 1re catégorie | Col du Chaussy (km 15,5) 1re catégorie |
| -------------------------------------- | -------------------------------------- | -------------------------------------- | -------------------------------------- | -------------------------------------- |
|                                        | Coureur                                | Pays                                   | Équipe                                 | Point(s)                               |
| 1er                                    | Joaquim Rodríguez                      | Espagne                                | Katusha                                | 10                                     |
| 2e                                     | Steven Kruijswijk                      | Pays-Bas                               | Lotto NL-Jumbo                         | 8                                      |
| 3e                                     | Romain Sicard                          | France                                 | Europcar                               | 6                                      |
| 4e                                     | Vincenzo Nibali                        | Italie                                 | Astana                                 | 4                                      |
| 5e                                     | Ruben Plaza                            | Espagne                                | Lampre-Merida                          | 2                                      |
| 6e                                     | Daniel Teklehaimanot                   | Érythrée                               | MTN-Qhubeka                            | 1                                      |
| modifier                               |                                        |                                        |                                        |                                        |

| Col de la Croix de Fer n°1 (km 83) Hors catégorie | Col de la Croix de Fer n°1 (km 83) Hors catégorie | Col de la Croix de Fer n°1 (km 83) Hors catégorie | Col de la Croix de Fer n°1 (km 83) Hors catégorie | Col de la Croix de Fer n°1 (km 83) Hors catégorie |
| ------------------------------------------------- | ------------------------------------------------- | ------------------------------------------------- | ------------------------------------------------- | ------------------------------------------------- |
|                                                   | Coureur                                           | Pays                                              | Équipe                                            | Point(s)                                          |
| 1er                                               | Pierre Rolland                                    | France                                            | Europcar                                          | 25                                                |
| 2e                                                | Vincenzo Nibali                                   | Italie                                            | Astana                                            | 20                                                |
| 3e                                                | Romain Bardet                                     | France                                            | AG2R La Mondiale                                  | 16                                                |
| 4e                                                | Christopher Froome                                | Royaume-Uni                                       | Sky                                               | 14                                                |
| 5e                                                | Roman Kreuziger                                   | Tchéquie                                          | Tinkoff-Saxo                                      | 12                                                |
| 6e                                                | Wout Poels                                        | Pays-Bas                                          | Sky                                               | 10                                                |
| 7e                                                | Nairo Quintana                                    | Colombie                                          | Movistar                                          | 8                                                 |
| 8e                                                | Rafał Majka                                       | Pologne                                           | Tinkoff-Saxo                                      | 6                                                 |
| 9e                                                | Robert Gesink                                     | Pays-Bas                                          | Lotto NL-Jumbo                                    | 4                                                 |
| 10e                                               | Alberto Contador                                  | Espagne                                           | Tinkoff-Saxo                                      | 2                                                 |
| modifier                                          |                                                   |                                                   |                                                   |                                                   |

| Col du Mollard (km 103) 2e catégorie | Col du Mollard (km 103) 2e catégorie | Col du Mollard (km 103) 2e catégorie | Col du Mollard (km 103) 2e catégorie | Col du Mollard (km 103) 2e catégorie |
| ------------------------------------ | ------------------------------------ | ------------------------------------ | ------------------------------------ | ------------------------------------ |
|                                      | Coureur                              | Pays                                 | Équipe                               | Point(s)                             |
| 1er                                  | Pierre Rolland                       | France                               | Europcar                             | 5                                    |
| 2e                                   | Vincenzo Nibali                      | Italie                               | Astana                               | 3                                    |
| 3e                                   | Romain Bardet                        | France                               | AG2R La Mondiale                     | 2                                    |
| 4e                                   | Thibaut Pinot                        | France                               | FDJ                                  | 1                                    |
| modifier                             |                                      |                                      |                                      |                                      |

| La Toussuire (km 138) Arrivée d'étape - 1re catégorie | La Toussuire (km 138) Arrivée d'étape - 1re catégorie | La Toussuire (km 138) Arrivée d'étape - 1re catégorie | La Toussuire (km 138) Arrivée d'étape - 1re catégorie | La Toussuire (km 138) Arrivée d'étape - 1re catégorie |
| ----------------------------------------------------- | ----------------------------------------------------- | ----------------------------------------------------- | ----------------------------------------------------- | ----------------------------------------------------- |
|                                                       | Coureur                                               | Pays                                                  | Équipe                                                | Point(s)                                              |
| 1er                                                   | Vincenzo Nibali                                       | Italie                                                | Astana                                                | 20                                                    |
| 2e                                                    | Nairo Quintana                                        | Colombie                                              | Movistar                                              | 16                                                    |
| 3e                                                    | Christopher Froome                                    | Royaume-Uni                                           | Sky                                                   | 12                                                    |
| 4e                                                    | Thibaut Pinot                                         | France                                                | FDJ                                                   | 8                                                     |
| 5e                                                    | Romain Bardet                                         | France                                                | AG2R La Mondiale                                      | 4                                                     |
| 6e                                                    | Alejandro Valverde                                    | Espagne                                               | Movistar                                              | 2                                                     |
| modifier                                              |                                                       |                                                       |                                                       |                                                       |

## Classements à l'issue de l'étape

### Classement général
| Classement général | Classement général | Classement général | Classement général  | Classement général  |
|                    | Coureur            | Pays               | Équipe              | Temps               |
| ------------------ | ------------------ | ------------------ | ------------------- | ------------------- |
| 1er                | Christopher Froome | Royaume-Uni        | Sky                 | en 78 h 37 min 34 s |
| 2e                 | Nairo Quintana     | Colombie           | Movistar            | + 2 min 38 s        |
| 3e                 | Alejandro Valverde | Espagne            | Movistar            | + 5 min 25 s        |
| 4e                 | Vincenzo Nibali    | Italie             | Astana              | + 6 min 44 s        |
| 5e                 | Alberto Contador   | Espagne            | Tinkoff-Saxo        | + 7 min 56 s        |
| 6e                 | Robert Gesink      | Pays-Bas           | Lotto NL-Jumbo      | + 8 min 55 s        |
| 7e                 | Mathias Frank      | Suisse             | IAM                 | + 12 min 39 s       |
| 8e                 | Bauke Mollema      | Pays-Bas           | Trek Factory Racing | + 13 min 22 s       |
| 9e                 | Romain Bardet      | France             | AG2R La Mondiale    | + 14 min 8 s        |
| 10e                | Pierre Rolland     | France             | Europcar            | + 17 min 27 s       |
| modifier           |                    |                    |                     |                     |

### Classement par points
| Classement par points | Classement par points | Classement par points | Classement par points | Classement par points |
| --------------------- | --------------------- | --------------------- | --------------------- | --------------------- |
|                       | Coureur               | Pays                  | Équipe                | Point(s)              |
| 1er                   | Peter Sagan           | Slovaquie             | Tinkoff-Saxo          | 420 points            |
| 2e                    | André Greipel         | Allemagne             | Lotto-Soudal          | 316 pts               |
| 3e                    | John Degenkolb        | Allemagne             | Giant-Alpecin         | 281 pts               |
| 4e                    | Mark Cavendish        | Royaume-Uni           | Etixx-Quick Step      | 192 pts               |
| 5e                    | Christopher Froome    | Royaume-Uni           | Sky                   | 128 pts               |
| 6e                    | Bryan Coquard         | France                | Europcar              | 122 pts               |
| 7e                    | Alejandro Valverde    | Espagne               | Movistar              | 90 pts                |
| 8e                    | Thomas De Gendt       | Belgique              | Lotto-Soudal          | 85 pts                |
| 9e                    | Tony Gallopin         | France                | Lotto-Soudal          | 85 pts                |
| 10e                   | Thibaut Pinot         | France                | FDJ                   | 83 pts                |
| modifier              |                       |                       |                       |                       |

### Classement du meilleur grimpeur
| Classement du meilleur grimpeur | Classement du meilleur grimpeur | Classement du meilleur grimpeur | Classement du meilleur grimpeur | Classement du meilleur grimpeur |
| ------------------------------- | ------------------------------- | ------------------------------- | ------------------------------- | ------------------------------- |
|                                 | Coureur                         | Pays                            | Équipe                          | Point(s)                        |
| 1er                             | Romain Bardet                   | France                          | AG2R La Mondiale                | 90 points                       |
| 2e                              | Christopher Froome              | Royaume-Uni                     | Sky                             | 87 pts                          |
| 3e                              | Joaquim Rodríguez               | Espagne                         | Katusha                         | 78 pts                          |
| 4e                              | Jakob Fuglsang                  | Danemark                        | Astana                          | 64 pts                          |
| 5e                              | Nairo Quintana                  | Colombie                        | Movistar                        | 56 pts                          |
| 6e                              | Serge Pauwels                   | Belgique                        | MTN-Qhubeka                     | 55 pts                          |
| 7e                              | Pierre Rolland                  | France                          | Europcar                        | 54 pts                          |
| 8e                              | Vincenzo Nibali                 | Italie                          | Astana                          | 47 pts                          |
| 9e                              | Rafał Majka                     | Pologne                         | Tinkoff-Saxo                    | 40 pts                          |
| 10e                             | Richie Porte                    | Australie                       | Sky                             | 40 pts                          |
| modifier                        |                                 |                                 |                                 |                                 |

### Classement du meilleur jeune
| Classement général du meilleur jeune | Classement général du meilleur jeune | Classement général du meilleur jeune | Classement général du meilleur jeune | Classement général du meilleur jeune |
|                                      | Coureur                              | Pays                                 | Équipe                               | Temps                                |
| ------------------------------------ | ------------------------------------ | ------------------------------------ | ------------------------------------ | ------------------------------------ |
| 1er                                  | Nairo Quintana                       | Colombie                             | Movistar                             | en 78 h 40 min 12 s                  |
| 2e                                   | Romain Bardet                        | France                               | AG2R La Mondiale                     | + 11 min 30 s                        |
| 3e                                   | Warren Barguil                       | France                               | Giant-Alpecin                        | + 24 min 22 s                        |
| 4e                                   | Thibaut Pinot                        | France                               | FDJ                                  | + 38 min 2 s                         |
| 5e                                   | Bob Jungels                          | Luxembourg                           | Trek Factory Racing                  | + 1 h 28 min 55 s                    |
| modifier                             |                                      |                                      |                                      |                                      |

### Classement par équipes
| Classement par équipes | Classement par équipes | Classement par équipes | Classement par équipes |
|                        | Équipe                 | Pays                   | Temps                  |
| ---------------------- | ---------------------- | ---------------------- | ---------------------- |
| 1re                    | Movistar               | Espagne                | en 236 h 58 min 50 s   |
| 2e                     | Tinkoff-Saxo           | Russie                 | + 51 min 0 s           |
| 3e                     | Astana                 | Kazakhstan             | + 53 min 36 s          |
| 4e                     | Sky                    | Royaume-Uni            | + 55 min 12 s          |
| 5e                     | MTN-Qhubeka            | Afrique du Sud         | + 59 min 5 s           |
| modifier               |                        |                        |                        |

### Abandons
- Michael Valgren (Tinkoff-Saxo) : abandon[3]